# Ньегуш, Зоран
Зоран Ньегуш (англ. Зоран Његуш; род. 25 июня 1973, Ужице) — сербский футболист, защитник. Выступал за такие клубы, как «Слобода» (Ужице), «Црвена Звезда», «Атлетико Мадрид» и «Севилья». Игрок сборных Югославии и Сербии и Черногории.

## Биография
Зоран родился в городе Ужице, СФРЮ. Он является воспитанником местного клуба «Слобода», за который и дебютировал в 1993 году. Затем он перешёл в клуб «Црвена Звезда», и через три года начался испанский этап карьеры Ньегуша, он поиграл за «Атлетико Мадрид», который в сезоне 1999/2000 вылетел единственный раз в истории. Последним клубом в карьере Зорана стала «Севилья», за которую он сыграл 57 матчей и забил один гол.